# Bdelyrus lobatus
Bdelyrus lobatus är en skalbaggsart som beskrevs av Cook 1998. Bdelyrus lobatus ingår i släktet Bdelyrus och familjen bladhorningar. Inga underarter finns listade.